# Chokmah
Chokhmah, algumas vezes transliterado chochma ou hokhmah (חכמה) é a palavra hebraíca para "sabedoria". É cognata da palavra árabe Hikmah, que também significa "sabedoria". A palavra "chokhmah"  e suas derivações podem incorrer, dentre outros, nos seguintes significados:

## "Sábio"
Um adjetivo relacionado a "sábio" ou substantivo "homem sábio" é um chakham (feminino: chakhama). Por exemplo, um rabbi ou outra pessoa extremamente versada na Torah e no Talmud é chamada Talmid Chacham, denotando uma pessoa muito estudiosa no Torah - literalmente, "um sábio estudante do conhecimento da Torah". O Talmud (Shabbat 31a) descreve o conhecimento da ordem talmúdica do Kodashim como um alto nível de chokhmah.
O nome chabad (חבד), do hassidismo Chabad Lubavitch, é um acrônimo, e a primeira letra (ח – "Ch") é retirada de chokhmah: ח (Ch'okhmah) para "sabedoria" - ב (Binah) para "entendimento" – ד (Da'at) para "conhecimento".

## Na Cabala
Na Cabala judaica, chokhmah é uma das sefirot.